# Plazid Weissenbach senior

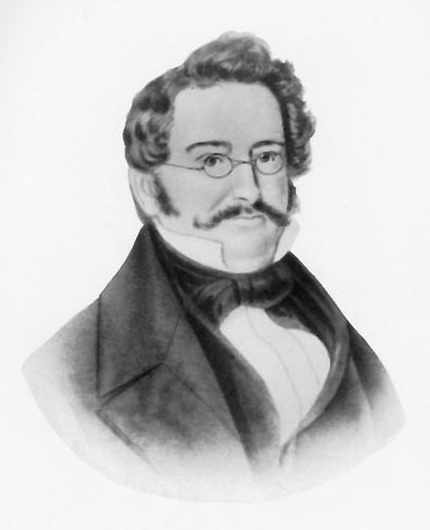
Plazid Weissenbach senior

Plazid Weissenbach senior (* 9. November 1814 in Bremgarten; † 9. Juni 1858 ebenda; heimatberechtigt in Bremgarten) war ein Schweizer Politiker und Richter. Von 1848 bis zu seinem Tod vertrat er den Kanton Aargau im Ständerat.

## Biografie
Weissenbach besuchte die Gemeindeschule in Bremgarten und das Lyzeum in Luzern, wo unter anderem Augustin Keller zu seinen Lehrern gehörte. Anschliessend studierte er Recht an den Universitäten von Jena und Zürich. Nach Studienabschluss eröffnete er in Bremgarten eine Anwaltskanzlei. 1840 wurde Weissenbach in den Grossen Rat des Kantons Aargau ein. Als radikal-liberaler Politiker war er ein entschiedener Gegner der damals vorherrschenden konfessionellen Parität und unterstützte 1841 die Aufhebung aller Aargauer Klöster. Zwei Jahre später wandte er sich vergeblich gegen die Wiedereinführung der Frauenklöster.

Sitzung der Tagsatzung in 1847: Oberrichter Placidus Weißenbach ganz links (Nr. 25)

1846 präsidierte Weissenbach den Grossen Rat, von 1844 bis 1851 gehörte er dem aargauischen Obergericht an. In den Jahren 1846 und 1847 vertrat er seinen Kanton bei den eidgenössischen Tagsatzungen. Im April 1849 wählte ihn das Kantonsparlament als Nachfolger von Josef Emanuel Meienberg in den Ständerat. Im Jahr 1853 organisierte er die offizielle 50-Jahr-Feier der Kantonsgründung und erwirkte durch seinen Einfluss deren Austragung in Bremgarten anstatt im Kantonshauptort Aarau.
Sein Sohn Plazid Weissenbach junior war Nationalrat und der erste Generaldirektor der SBB.